# Opuntia santa-rita

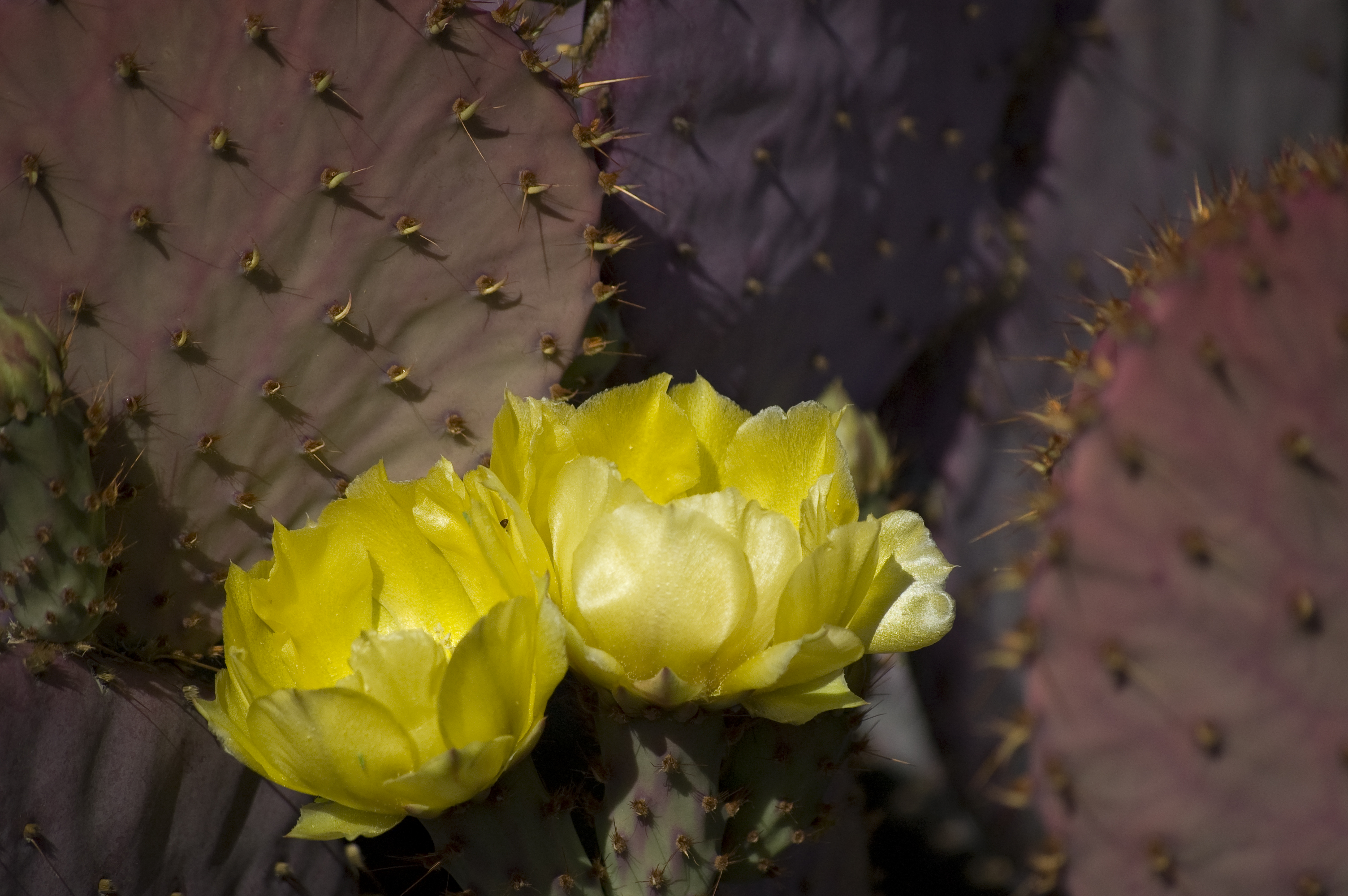
Blüten

Opuntia santa-rita ist eine Pflanzenart in der Gattung der Opuntien (Opuntia) aus der Familie der Kakteengewächse (Cactaceae). Das Artepitheton santa-rita verweist auf das Vorkommen der Art in den Santa Rita Mountains. Englische Trivialnamen sind „Blunt-Spined Prickly Pear“, „Long-Spined Prickly Pear“, „Purple Prickly Pear“, „Santa Rita Candle Cactus“ und „Santa Rita Prickly Pear“.

## Beschreibung
Opuntia santa-rita wächst strauchig und bildet Haufen mit einer Wuchshöhe von bis zu 2 Metern und einer Breite von bis zu 3 Metern. Gelegentlich werden kurze Stämme ausgebildet. Die (fast) runden Triebabschnitte sind purpurviolett. Sie sind 15 bis 20 Zentimeter lang und breit. Die kleinen 1,5 bis 2,5 Zentimeter auseinanderstehenden Areolen tragen braune, bis zu 6 Millimeter lange Glochiden. Der nadelartige Dorn (manchmal sind zwei bis drei vorhanden) ist gerade oder leicht gekrümmt, biegsam und hell rötlich-braun bis rosa. Seine Länge beträgt 4 bis 6,2 Zentimeter.
Die gelben Blüten erreichen einen Durchmesser von 7,5 bis 9 Zentimeter. Die fleischigen, roten oder violettroten Früchte sind glatt und 2,5 bis 4 Zentimeter lang.

## Verbreitung und Systematik
Opuntia santa-rita ist in den Vereinigten Staaten im Südosten von Arizona, im Süden von New Mexico und im Westen von Texas verbreitet. Ihr Verbreitungsgebiet reicht bis in den Norden des mexikanischen Bundesstaates Sonora.
Die Erstbeschreibung als Opuntia chlorotica var. santa-rita wurde 1906 von David Griffiths und Raleigh Frederick Hare veröffentlicht. Joseph Nelson Rose erhob die Varietät 1909 in den Rang einer Art.

## Nachweise